# Pithecops cornix
Pithecops cornix är en fjärilsart som beskrevs av Cowan 1966. Pithecops cornix ingår i släktet Pithecops och familjen juvelvingar. Inga underarter finns listade i Catalogue of Life.